# Bataille d'Eniwetok
Pour les articles homonymes, voir Catchpole.
Seconde Guerre mondiale, 
Guerre du Pacifique
Batailles
Campagne des îles Gilbert et Marshall
- Raid sur les îles Gilbert et Marshall
- Raid de Makin
- Tarawa
- Makin
- Kwajalein
- Raid sur Truk
- Eniwetok

Japon :
- Raid de Doolittle
- Bombardements stratégiques sur le Japon (Tokyo
- Yokosuka
- Kure
- Hiroshima et Nagasaki)
- Raids aériens japonais des îles Mariannes
- Campagne des archipels Ogasawara et Ryūkyū
- Opération Famine
- Bombardements navals alliés sur le Japon
- Baie de Sagami
- Invasion de Sakhaline
- Invasion des îles Kouriles
- Opération Downfall
- Reddition du Japon

Pacifique central :
- Pearl Harbor
- Guam (1941)
- Wake
- Raid sur les îles Gilbert et Marshall
- Opération K
- Midway
- Opération RY
- Campagne des îles Gilbert et Marshall
- Campagne des îles Mariannes et Palaos
- Campagne des archipels Ogasawara et Ryūkyū
- Opération Inmate

Pacifique du sud-ouest :
- Nauru
- Invasion des Philippines (1941-42)
- Invasion des Indes orientales néerlandaises
- Opérations de l'Axe dans les eaux australiennes
- Raids aériens japonais sur l'Australie (1942-43)
- Opération Ke
- Campagne des îles Salomon
- Campagne de Nouvelle-Guinée
- Campagne des Philippines
- Campagne de Bornéo (1945)

Asie du sud-est :
- Invasion de l'Indochine (1940)
- Océan Indien (1940-45)
- Guerre franco-thaïlandaise
- Invasion de la Thaïlande
- Campagne de Malaisie
- Hong Kong
- Singapour
- Campagne de Birmanie
- Opération Kita
- Indochine (1945)
- Détroit de Malacca
- Opération Jurist
- Opération Tiderace
- Opération Zipper
- Bombardements stratégiques (1944-45)

Guerre sino-japonaise
Front d'Europe de l’Ouest
Front d'Europe de l’Est
Bataille de l'Atlantique
Campagnes d'Afrique, du Moyen-Orient et de Méditerranée
Théâtre américain
La bataille d'Eniwetok (Operation Catchpole) désigne les opérations menées par les États-Unis du 17 février au 23 février 1944 pour le contrôle de l'atoll d'Eniwetok (ou Enewetak) durant la théâtre Pacifique pendant la seconde Guerre mondiale.

## Contexte historique

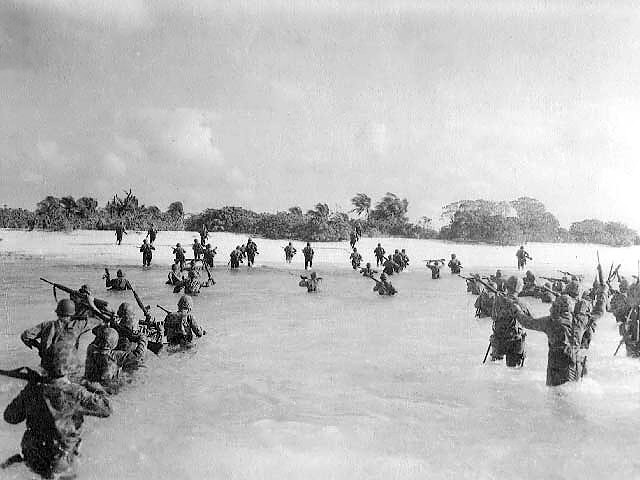
Troupes américaines débarquant sur l'atoll d'Eniwetok, février 1944.

L'invasion de Eniwetok a été rendue possible grâce à la prise de Kwajalein, plus au sud-est. La capture d'Eniwetok permettrait de fournir un aérodrome aux Américains et une base maritime afin de soutenir les attaques sur les îles Mariannes au nord-ouest.
En 1943, les Japonais établissent des défenses légères à Eniwetok, croyant que les Américains frapperaient les Marshalls du sud-ouest en premier. La 1re brigade amphibie (9 chars Type 95 Ha-Go) vient renforcer les défenseurs en janvier 1944, commandée par le major-général Yoshimi Nishida. Les Japonais commencent à construire des défenses, mais les attaques aériennes répétées des Alliés rendent ce processus difficile et les petites îles du corail signifient qu'une défense en profondeur serait impossible.
Le vice-amiral américain Raymond Spruance fait précéder l'invasion par l'opération Hailstone, attaque aéronavale de la base japonaise de Truk dans les îles Carolines. 15 navires de guerre et plus de 250 avions japonais ont été détruits lors de ce raid, coupant ainsi Eniwetok de tout soutien naval ou aérien.

## L'invasion

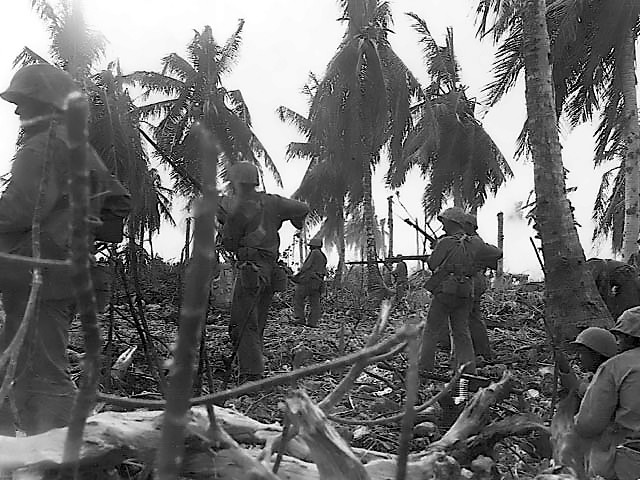
Progression des soldats américains sur l’atoll, 23 février 1944.

Le bombardement naval de Eniwetok débute le 17 février. Le 22e régiment de Marines, commandé par le colonel John T. Walker, débarque sur l'île Engebi (côté nord de l'atoll) le 18 février à 8h44. Les Japonais offrent peu de résistance, l'île est sécurisée au bout de six heures.
Des documents saisis à l'ennemi suggéraient que les défenses de l'île de Eniwetok seraient faibles, et par conséquent le débarquement du 106e régiment d'infanterie de l'US Army est précédé seulement par un court bombardement le 19 février. Cependant, les soldats japonais s'étaient retranchés à l'intérieur de positions fortes, et les Américains ont été arrêtés par les mitrailleuses japonaises. L'île ne sera sécurisée que le 21 février. 37 Américains ont été tués contre 800 défenseurs japonais lors de la prise de l'île.
L'erreur n'a pas cependant été répétée sur l'île Parry. Les cuirassés USS Tennessee et USS Pennsylvania et d'autres navires ont bombardé intensément l'île (plus de 900 tonnes d'obus). Quand les Marines du 22e régiment débarquent le 22 février, les unités japonaises aux défenses désorganisées par le bombardement n'offrirent qu'une résistance désespérée. Le 23 février, les autres îles de l'atoll sont capturées.

## Conséquences
L'atoll d'Eniwetok servira de base avancée pour l'United States Navy pour ses opérations ultérieures. Peu après la fin de la guerre, alors que la Guerre froide et la course aux armements prenait de la vigueur, l’atoll a été équipé d’un aérodrome moderne et d’une longue piste d’atterrissage et ses habitants ont été évacués, souvent de force. L’atoll a été l’un des plus utilisés pour les essais nucléaires dans le cadre de la constitution du Pacific Proving Grounds, vaste champ de tir et d’étude d’essais nucléaires nord-américains.